# D'Arschot Schoonhoven

Geslachtswapen

D'Arschot Schoonhoven is een oud-adellijk geslacht waarvan leden sinds 1666 tot de oude ridderschappen  behoorden, en sinds 1816 tot de moderne Belgische adel.

## Geschiedenis
De bewezen stamreeks begint met ridder Jan van Aarschot gezegd van Schoonhoven die in 1226 voor het eerst wordt genoemd als getuige van een gift van de hertog van Brabant, en welk geslacht behoort tot de veertig oudste geslachten van België; de gelijknamige zoon van de stamvader wordt vermeld als heer van Schoonhoven te Aarschot. Vanaf het einde van de 17e eeuw worden ze vermeld als baronnen van Schoonhoven, vanaf het midden van de 18e eeuw als graven van Aarschot. Tussen 1666 en 1757 waren verscheidene leden lid van de Ridderschap van Luik. In 1816 werd Philippe d'Arschot Schoonhoven (1771-1846) benoemd in de Ridderschap van Limburg met de titel van graaf, overgaande op alle afstammelingen (volgens de eerste adelslijst), waardoor hij en zijn nageslacht tot de Belgische adel gingen behoren.
Anno 2017 leefden er nog zes mannelijke telgen, de laatste geboren in 2016.

## Enkele telgen

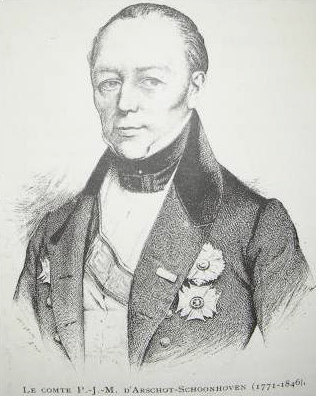
Philippe graaf d'Arschot Schoonhoven (1771-1846)

Philippe graaf d'Arschot Schoonhoven (1771-1846), grootmaarschalk aan het Hof, gouverneur, senator en lid van het Nationaal Congres
- Guillaume graaf d'Arschot Schoonhoven (1800-1876), senator
  - Anatole graaf d'Arschot Schoonhoven (1830-1879)
    - Guillaume graaf d'Arschot Schoonhoven (1867-1935), ambassadeur, kabinetschef van koning Albert I, schrijver en bibliofiel
      - Philippe graaf d'Arschot Schoonhoven (1908-1986), kunsthistoricus en -criticus
        - Arnoul graaf d'Arschot Schoonhoven (1936), chef de famille
          - Amélie gravin d’Arschot Schoonhoven (1961), historicus, schrijfer van de historische roman Le Roman d'Héliopolis (2017), bestuurder bij de Koninklijke Vereniging der Historische Woonsteden en Tuinen van België en betrokken bij de renovatie van Kasteel Marnix de Sainte-Aldegonde na haar huwelijk met de eigenaar John graaf de Marnix de Sainte-Aldegonde
          - Philippe graaf d'Arschot Schoonhoven (1964), antiquair en vermoedelijke opvolger als chef de famille

      - Ghislaine gravin d'Arschot Schoonhoven (1912-1997); trouwde in 1934 met prins Franz Josef van Windisch-Graetz (1904-1981), zoon van aartshertogin Elisabeth Marie van Oostenrijk en kleinzoon van prinses Stefanie van België
      - Marguerite gravin d'Arschot Schoonhoven (1916-1942); trouwde in 1937 met Didier graaf d'Aspremont Lynden de Maillen (1910-1978), burgemeester van Mohiville
      - Jean graaf d'Arschot Schoonhoven (1924-1986), laatste burgemeester van Waanrode en gemeenteraadslid van Kortenaken

  - Léon graaf d'Arschot Schoonhoven (1836-1887)
    - Marguerite gravin d'Arschot Schoonhoven (1879-1926); trouwde in 1908 met Theodore de Jonghe d'Ardoye (1874-1965), zoon van Fernand de Jonghe d'Ardoye

  - Gaston graaf d'Arschot Schoonhoven (1837-1893), diplomaat en pauselijk zoeaaf
  - Mathilde gravin  d'Arschot Schoonhoven (1841-1874); trouwde in 1871 met Edmond baron de Pitteurs-Hiegaerts (1831-1896), ambassadeur
  - Marie gravin  d'Arschot Schoonhoven (1848-1935); trouwde in 1872 met Arthur graaf van der Burch (1832-1900), generaal-majoor

### Adellijke allianties
- Van der Noot (1796), De Berlo Suys (1810), Von Hompesch-Rurich (1825, Pruisische adel), De Louvencourt (1829, Franse adel), De Looz-Corswarem (1858), Van der Burch (1871), De Pitteurs Hiegaerts (1871), Van Hoobrouck d'Aspre (1876), De Jonghe d'Ardoye (1908), D'Avout d'Auerstadt (1938, Oostenrijkse adel), Zu Windisch-Graetz (1934, Oostenrijkse adel), De Mun (1935, Franse adel), D'Aspremont Lynden de Maillen (1937), T'Kint de Roodenbeke (1960), De Meeûs d'Argenteuil de Trannoy (1971), Ullens de Schooten Whetnall (1973), De Gruben (1975), Le Hardÿ de Beaulieu (1980), Boël (1981), Le Grelle (1989), De Marnix de Sainte-Aldegonde (2005), De Radiguès de Chennevière (2016)

### Bezittingen
- Kasteel van Waanrode (sinds de 15e eeuw)